# Kim Chwa-chin

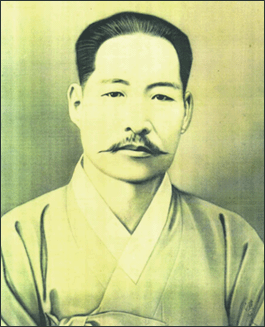
Kim Chwa-chin

Kim Chwa-chin (coreano:김좌진, hanja:金佐鎭) (24 de novembro 1889 - 24 de janeiro 1930) desempenhou um importante papel na tentativa de desenvolver o anarquismo na Coréia. Seu pseudônimo de escritor era Baekya (백야;白冶).

## Página Principal
- Baikya Kim Chwa-chin memorial museu (em coreano)
- Kim Chwa-chin (em coreano)
- Kim Chwa-chin:Navercast (em coreano)
- 8월의 문화 인물 (em coreano)
- 김두한은 과연 김좌진의 아들일까? (em coreano)